# Verchnij Bystryj
Verchnij Bystryj (ukrajinsky Верхній Бистрий, maďarsky Felsősebes) je obec v Mižhirské vesnické komunitě, v okresu Chust, v Zakarpatské oblasti Ukrajiny. V roce 2001 zde žilo 1249 obyvatel. Je zde pramen minerální vody.

## Historie
První písemná zmínka o této vsi pochází z roku 1651, kdy tato ves byla uvedena pod názvem Sebespatak. Další názvy této vsi byly: 1688 – Bisztra, 1808 – Bisztra, Bystra, 1828 – Bisztra (Felső), 1838 – Felső-Bisztra, 1851 – Felső-Bisztra, 1877 – ben Bisztra (Felső-), 1907 – Felsősebes, 1925 – Bystrá Vyžni, 1930 – Bystrý Vyšni, 1944 – Felsőbisztra, Вышня Быстра, 1983 – Верхній Бистрий, Верхнuй Быстрый.
V 18. století zde byl postaven dřevěný kostel. zasvěcený svatému Archandělu Michaelovi. Ve 30. letech 20. století probíhala v obci mezikonfesní konfrontace. V roce 1935 soud přiznal navrácení kostela řeckokatolíkům. V noci před předáním kostela byl kostel zapálen a spálen do základů.
V roce 1933 v obci byl postaven pravoslavný dřevěný kostel, též zasvěcený svatému Archandělu Michaelovi.

## Zajímavosti
Verchnij Bystryj vstoupil do dějin české kinematografie díky tomu, že se rodák z vesnice stal hlavní postavou československého filmu Marijka nevěrnice. který natočil Vladislav Vančura s Karlem Novým a Ivanem Olbrachtem a ke kterému hudbu složil Bohuslav Martinů.  Podle vzpomínek očitých svědků, Vladislav Vančura, který do všech rolí zval neprofesionály, z řad místního obyvatelstva, dlouho nemohl najít dívku, která by odpovídala obrazu hlavní hrdinky; nakonec hlavní roli hrála obyvatelka Bystrého –  Anna Šklebejová. V roce 1987 o ní lvovští dokumentaristé natočili film.
Ve vesnici se natáčely minimálně tři filmy:
- Високий перевал (česky: Vysoký průsmyk)
- Легенда про безсмертя (česky: Legenda o nesmrtelnosti)
- Трембіта (česky Trembita)